# 朱同𨬐
胙城昭僖王朱同𨬐（1449年—1488年），明朝周藩第三代胙城王，胙城榮順王朱子壉的庶長子。

## 生平
天順五年（1461年）四月，獲賜名同𨬐。朱同𨬐初封鎮國將軍。成化十五年（1479年）八月，襲封胙城王。
弘治元年（1488年）六月，朱同𨬐去世，享年四十歲，諡號昭僖。三年後，嫡長子朱安瀏襲爵。

## 家庭

### 妻
- 齊氏，初冊為鎮國將軍夫人，成化十五年（1479年）冊為胙城王妃[2]

### 子
- 嫡長子：胙城宣靖王朱安瀏
- 第二子：鎮國將軍朱安活[4]
- 第三子：鎮國將軍朱安湑
- 第四子：鎮國將軍朱安涏[5]